# Encarsia lehri
Encarsia lehri är en stekelart som beskrevs av Yasnosh 1989. Encarsia lehri ingår i släktet Encarsia och familjen växtlussteklar. Inga underarter finns listade i Catalogue of Life.